# Porphyrinia arida
Porphyrinia arida là một loài bướm đêm trong họ Noctuidae.